# Subdivisões da Etiópia
A Etiópia é dividida em dez regiões administrativas (kililoch; singular - kilil), baseadas em etnias, e duas cidades estatutárias (astedader akababiwach, singular - astedader akabibi), indicadas por asteriscos:
1. Adis Abeba *
2. Afar
3. Amhara
4. Benishangul-Gumaz
5. Dire Dawa *
6. Gambela
7. Harari
8. Oromia
9. Região de Sidama[1]
10. Região Somali

As regiões administrativas e cidades da Etiópia

11. Região das Nações, Nacionalidades e Povos do Sul
12. Região Tigré

Estas regiões administrativas substituiram o sistema mais antigo de províncias (que ainda são por vezes utilizados para indicar a localização na Etiópia).